# Calopadia cinereopruinosa
Calopadia cinereopruinosa је врста лишајева из породице  Pilocarpaceae. Пронађен је на острвима Галапагоса, откривен је као нов у науци 2011. године.